# Membres de l'Académie internationale d'histoire des sciences

## Secrétaires perpétuels
| Nom                  | Date de début | Date de fin | Nationalité             |
| -------------------- | ------------- | ----------- | ----------------------- |
| Aldo Mieli           | 21/05/1929    | 16/02/1950  | Italien                 |
| Petre Sergescu       | 15/04/1950    | 21/12/1954  | Roumain puis apatride   |
| Alexandre Koyré      | 01/09/1955    | 28/04/1964  | Russe puis Français     |
| Ernest Wickersheimer | 15/10/1964    | 06/08/1965  | Français                |
| Pierre Costabel      | 28/08/1965    | 15/07/1983  | Français                |
| John North           | 16/07/1983    | 02/08/1989  | Britannique             |
| Roger Hahn           | 02/08/1989    | 26/03/1990  | Français puis américain |
| Emmanuel Poulle      | 08/03/1993    | 24/04/2009  | Français                |
| Robert Halleux       | 14/11/2009    | 14/11/2009  | Belge                   |
| Efthymios Nicolaidis | 27/7/2017     | 31/12/2020  | Gréc                    |

## Membres honoraires
| Nom                           | Nationalité | Date d'inscription |
| ----------------------------- | ----------- | ------------------ |
| Howard Bernhardt Adelmann     |             | 27/08/1981         |
| Ivan Ivanovich Artobolevskii  |             | 31/08/1968         |
| Arthur Beer                   |             | 04/05/1976         |
| Henri Berr                    |             | 30/06/1931         |
| Louis de Broglie              |             | 03/08/1953         |
| Jerzy Bukowski                |             | 18/02/1974         |
| Jean Alexandre Dieudonné      |             | 31/08/1968         |
| Aage Gerhardt Drachmann       |             | 18/02/1974         |
| Walther Gerlach               |             | 21/08/1968         |
| Siegfried Heller              |             | 31/08/1968         |
| François Jacob                | France      | 06/08/1985         |
| Piotr Leonidovich Kapitsa     |             | 01/11/1971         |
| Alfred Kastler                |             | 21/06/1978         |
| Frederic Kenyon               |             | 22/05/1929         |
| Andrei Nikolaevich Kolmogorov |             | 13/08/1977         |
| Rita Levi-Montalcini          | Italie      | 10/09/1993         |
| José María López Pinero       | Espagne     | 10/09/1993         |
| Desiderio Papp                |             | 06/08/1985         |
| Emile Picard                  |             | 22/05/1929         |
| Samuel Sambursky              |             | 27/08/1981         |
| Emilio Gino Segre             |             | 06/08/1985         |
| Iosif Zakharovich Shtokalo    |             | 21/06/1978         |
| Carl Ludwig Siegel            |             | 31/08/1968         |
| Marie Tannery                 |             | 22/05/1929         |
| Ernst A. Teves                |             | 01/11/1971         |
| Francesco Zagar               |             | 01/11/1971         |
| Peiyuan Zhou                  | Chine       | 06/08/1985         |
| Kóstas Gavróglou              | Grèce       | 17/12/2016         |
| Michel Lerner                 | France      | 17/12/2016         |

## Membres correspondants et ordinaires
| Nom                             | Nationalité       | Admission comme membre correspondant | Élection comme membre effectif |
| ------------------------------- | ----------------- | ------------------------------------ | ------------------------------ |
| André Allard                    | Belgique          | 30/01/1991                           |                                |
| Carlos Álvarez                  | Mexique           | 07/12/2012                           |                                |
| Suzanne Amigues                 | France            | 04/12/2010                           |                                |
| Kirsti Andersen                 | Danemark          | 30/11/1986                           | 10/09/1993                     |
| Robert G. W. Anderson           | Royaume-Uni       | 28/05/2002                           | 04/12/2010                     |
| S.M. Razaullah Ansari           | Inde              | 30/11/1986                           | 28/05/1997                     |
| Jean-Robert Armogathe           | France            | 10/09/1993                           | 07/12/2012                     |
| Elena Ausejo                    | Espagne           | 04/12/2010                           |                                |
| Carmela Baffioni                | Italie            | 04/12/2010                           |                                |
| Amulya Kumar Bag                | Inde              | 11/09/1988                           |                                |
| Ugo Baldini                     | Italie            | 28/12/2005                           |                                |
| Ana Barahona                    | Mexique           | 04/12/2010                           |                                |
| Giulio Barsanti                 | Italie            | 28/12/2005                           |                                |
| Yury M. Baturin                 | Russie            | 07/12/2012                           |                                |
| Dimitri Bayuk                   | Russie            | 07/12/2012                           |                                |
| Antonio Becchi                  | Allemagne         | 07/12/2012                           |                                |
| Philip Beeley                   | Royaume-Uni       | 07/12/2012                           |                                |
| Hourya Benis-Sinaceur           | France            | 28/12/2005                           |                                |
| James Arthur Bennett            | Royaume-Uni       | 10/09/1993                           | 28/12/2005                     |
| Marco Beretta                   | Italie            | 28/12/2005                           |                                |
| John Berggren                   | États Unis        | 10/09/1993                           |                                |
| Domenico Bertoloni Meli         | Italie            | 01/12/2007                           |                                |
| Atilla Bir                      | Turquie           | 07/12/2012                           |                                |
| Claude Blanckaert               | France            | 04/12/2010                           |                                |
| Michel Blay                     | France            | 10/09/1993                           | 05/05/1999                     |
| Henk Bos                        | Pays-Bas          | 09/11/1984                           | 11/09/1988                     |
| Umberto Bottazzini              | Italie            | 10/09/1993                           |                                |
| Jean-Patrice Boudet             | France            | 28/12/2005                           |                                |
| Peter J. Bowler                 | Royaume-Uni       | 28/12/2005                           | 04/12/2010                     |
| Wouter Win Elie Bracke          | Belgique          | 04/12/2010                           |                                |
| Hans-Joachim Braun              | Allemagne         | 28/05/2002                           | 01/12/2007                     |
| Anastasios Brenner              | France            | 07/12/2012                           |                                |
| Sonja Brentjes                  | Allemagne         | 02/02/1995                           | 28/05/2002                     |
| Patrice Bret                    | France            | 01/12/2007                           |                                |
| William Hodson Brock            | Royaume-Uni       | 28/12/2005                           |                                |
| John Brooke                     | Royaume-Uni       | 10/09/1993                           | 07/12/2012                     |
| Janet Browne                    | Royaume-Uni       | 28/12/2005                           | 04/12/2010                     |
| Stephen Brush                   | États Unis        | 21/06/1978                           | 28/12/2005                     |
| Massimo Bucciantini             | Italie            | 01/12/2007                           |                                |
| Jed Zachary Buchwald            | États Unis        | 11/09/1988                           | 02/02/1995                     |
| Charles Burnett                 | Royaume-Uni       | 05/05/1999                           | 01/12/2007                     |
| Godefroid de Callataÿ           | Belgique          | 01/12/2007                           |                                |
| M. Emilia Calvo                 | Espagne           | 28/05/2002                           | 04/12/2010                     |
| Cecilia Campa                   | Italie            | 04/12/2010                           |                                |
| Vincenzo Cappelletti            | Italie            | 04/05/1976                           | 20/03/1981                     |
| Stefano Caroti                  | Italie            | 28/12/2005                           |                                |
| Adriano Carugo                  | Italie            | 11/09/1988                           |                                |
| Paolo Casini                    | Italie            | 10/09/1993                           | 28/12/2005                     |
| David C. Cassidy                | États Unis        | 01/12/2007                           |                                |
| Josep Casulleras                | Espagne           | 07/12/2012                           |                                |
| Maurice-Louis Caveing           | France            | 15/04/1983                           | 30/11/1986                     |
| Jean Ceard                      | France            | 07/12/2012                           |                                |
| François Charette               | Canada            | 01/12/2007                           |                                |
| Thérèse Charmasson              | France            | 10/09/1993                           |                                |
| Konstantinos Chatzis            | Grèce             | 04/12/2010                           |                                |
| Oscar Boris Cheinine            | Russie            | 11/09/1988                           | 02/02/1995                     |
| Karine Chemla                   | France            | 28/05/1997                           | 28/12/2005                     |
| Catherine Chevalley             | France            | 10/09/1993                           |                                |
| Frederick B. Churchill          | États Unis        | 11/09/1988                           |                                |
| Guido Cimino                    | Italie            | 10/09/1993                           | 28/05/2002                     |
| Antonio Clericuzio              | Italie            | 28/12/2005                           |                                |
| Jean-Pierre Clero               | France            | 07/12/2012                           |                                |
| Hendrik Floris Cohen            | Pays-Bas          | 02/02/1995                           | 07/12/2012                     |
| Harold Cook                     | États Unis        | 04/12/2010                           |                                |
| Lesley Cormack                  | Canada            | 04/12/2010                           |                                |
| Pietro Corsi                    | France            | 28/12/2005                           |                                |
| Joël Coste                      | France            | 01/12/2007                           |                                |
| George V. Coyne                 | États Unis        | 28/12/2005                           |                                |
| Chiara Crisciani                | Italie            | 10/09/1993                           |                                |
| Maurice Crosland                | Royaume-Uni       | 01/11/1971                           | 04/05/1976                     |
| Pascal Crozet                   | France            | 28/12/2005                           |                                |
| Christopher Cullen              | Royaume-Uni       | 28/12/2005                           |                                |
| Ubiratan D'Ambrosio             | Brasil            | 04/12/2010                           |                                |
| Zarko Dadic                     | Croatie           | 01/11/1971                           | 20/03/1981                     |
| François Dagognet               | France            | 01/11/1971                           |                                |
| Olivier Darrigol                | France            | 28/12/2005                           |                                |
| Lorraine J. Daston              | Allemagne         | 28/12/2005                           |                                |
| Joseph Warren Dauben            | États Unis        | 09/11/1984                           | 30/01/1991                     |
| François De Gandt               | France            | 28/12/2005                           |                                |
| María Sol de Mora Charles       | Espagne           | 28/05/1997                           | 07/12/2012                     |
| Peter R. Dear                   | États Unis        | 28/12/2005                           |                                |
| Suzanne Débarbat                | France            | 10/09/1993                           | 28/05/2002                     |
| Claude Debru                    | France            | 28/12/2005                           | 07/12/2012                     |
| François Delaporte              | France            | 01/12/2007                           |                                |
| Christiane Demeulenaere-Douyère | France            | 01/12/2007                           |                                |
| Sergei Sergeevich Demidov       | Russie            | 30/11/1986                           | 10/09/1993                     |
| Jean Dhombres                   | France            | 30/11/1986                           | 30/01/1991                     |
| Mauro Di Giandomenico           | Italie            | 28/12/2005                           |                                |
| Federico Di Trocchio            | Italie            | 28/12/2005                           |                                |
| Ahmed Djebbar                   | France            | 02/02/1995                           | 28/12/2005                     |
| Yvonne Dold-Samplonius          | Allemagne         | 28/05/2002                           | 01/12/2007                     |
| Sven Dupré                      | Belgique          | 01/12/2007                           |                                |
| Anderson Hunter Dupree          | États Unis        | 01/11/1971                           |                                |
| Bruce Stansfield Eastwood       | États Unis        | 30/11/1986                           | 01/12/2007                     |
| Michael Eckert                  | Allemagne         | 04/12/2010                           |                                |
| Hossam Elkhadem                 | Belgique          | 10/09/1993                           | 04/12/2010                     |
| Germana Ernst                   | Italie            | 28/12/2005                           |                                |
| Bernardino Fantini              | Suisse            | 10/09/1993                           |                                |
| Danielle Fauque                 | France            | 28/12/2005                           |                                |
| Graziella Federici Vescovini    | Italie            | 11/09/1988                           | 10/09/1993                     |
| Mordechai Feingold              | États Unis        | 01/12/2007                           |                                |
| Antonio Ferraz Fayos            | Espagne           | 01/11/1971                           |                                |
| J. V. Field                     | Royaume-Uni       | 11/09/1988                           | 10/09/1993                     |
| Jean-Louis Fischer              | France            | 28/12/2005                           | 04/12/2010                     |
| Menso Folkerts                  | Allemagne         | 30/11/1986                           | 30/11/1986                     |
| Miquel Forcada                  | Espagne           | 28/12/2005                           | 04/12/2010                     |
| Robert Fox                      | Royaume-Uni       | 20/03/1981                           | 30/11/1986                     |
| Raffaella Franci                | Italie            | 10/09/1993                           |                                |
| Rémi Franckowiak                | France            | 07/12/2012                           |                                |
| Tore Frängsmyr                  | Suède             | 31/01/1991                           | 28/12/2005                     |
| Craig Fraser                    | Canada            | 28/05/1997                           | 07/12/2012                     |
| Paolo Freguglia                 | Italie            | 28/12/2005                           |                                |
| Günther H. Frei                 | Canada            | 02/02/1995                           |                                |
| William Alan Gabbey             | Royaume-Uni       | 21/06/1978                           | 11/09/1988                     |
| Peter Galison                   | États Unis        | 02/02/1995                           | 28/12/2005                     |
| Paolo Galluzzi                  | Italie            | 15/04/1983                           | 30/01/1991                     |
| Alejandro R. Garciadiego        | Mexique           | 06/09/1993                           |                                |
| Stephen Gaukroger               | Royaume-Uni       | 01/12/2007                           |                                |
| Jean Gayon                      | France            | 28/12/2005                           | 04/12/2010                     |
| Dario Generali                  | Italie            | 01/12/2007                           |                                |
| Paulus Gerdes                   | Mozambique        | 28/12/2005                           |                                |
| Stefanos Geroulanos             | Grèce             | 04/12/2010                           |                                |
| Charles Coulston Gillispie      | États Unis        | 21/08/1958                           | 26/06/1963                     |
| Owen Gingerich                  | États Unis        | 18/02/1974                           | 09/11/1984                     |
| Enrico Giusti                   | Italie            | 02/02/1995                           | 28/12/2005                     |
| Bernard R. Goldstein            | États Unis        | 01/11/1971                           | 30/11/1986                     |
| Noël Golvers                    | Belgique          | 04/12/2010                           |                                |
| Danielle Gourevitch             | France            | 02/02/1995                           | 05/05/1999                     |
| Loren R. Graham                 | États Unis        | 09/11/1984                           |                                |
| Miguel A. Granada               | Espagne           | 04/12/2010                           |                                |
| Edward Grant                    | États Unis        | 15/10/1966                           | 01/12/1969                     |
| Gerd Grasshoff                  | Allemagne         | 28/05/2002                           |                                |
| Ivor Grattan-Guinness           | Royaume-Uni       | 30/11/1986                           | 30/01/1991                     |
| Jeremy John Gray                | Royaume-Uni       | 10/09/1993                           | 28/12/2005                     |
| Frederick Gregory               | États Unis        | 04/12/2010                           |                                |
| Martine Groult                  | France            | 04/12/2010                           |                                |
| Niccolò Guicciardini            | Italie            | 28/12/2005                           | 07/12/2012                     |
| Feza Günergun                   | Turquie           | 04/12/2010                           |                                |
| Radha-Charan Gupta              | Inde              | 02/02/1995                           | 28/05/2002                     |
| Robert Halleux                  | Belgique          | 20/03/1981                           | 30/11/1986                     |
| Thomas L. Hankins               | États Unis        | 10/09/1993                           |                                |
| Kokiti Hara                     | Japon             | 01/11/1971                           |                                |
| Ulf Hashagen                    | Allemagne         | 07/12/2012                           |                                |
| Keizo Hashimoto                 | Japon             | 30/11/1986                           |                                |
| John L. Heilbron                | États Unis        | 20/03/1981                           | 28/05/1997                     |
| John Henry                      | Royaume-Uni       | 28/12/2005                           |                                |
| Klaus Hentschel                 | Suisse            | 28/12/2005                           | 07/12/2012                     |
| Klaus-Dieter Herbst             | Allemagne         | 07/12/2012                           |                                |
| Alexandre Herlea                | France            | 05/05/1999                           | 28/12/2005                     |
| Armin Hermann                   | Allemagne         | 01/11/1971                           |                                |
| Heinz-Jürgen Hess               | Allemagne         | 10/09/1993                           |                                |
| Mary Hesse                      | Royaume-Uni       | 26/06/1965                           |                                |
| Dieter Hoffmann                 | Allemagne         | 28/12/2005                           |                                |
| Jan Pieter Hogendijk            | Pays-Bas          | 11/09/1988                           | 10/09/1993                     |
| Gerald Holton                   | États Unis        | 26/06/1965                           | 21/08/1968                     |
| Roderick Home                   | Australia         | 10/09/1993                           | 28/12/2005                     |
| Brigitte Hoppe                  | Allemagne         | 15/04/1983                           | 28/05/2002                     |
| Wann-Sheng Horng                | Taïwan            | 10/09/1993                           |                                |
| Michael Anthony Hoskin          | Royaume-Uni       | 26/06/1965                           | 18/02/1974                     |
| Christian Houzel                | France            | 10/09/1993                           |                                |
| Jens Høyrup                     | Danemark          | 28/05/1997                           | 01/12/2007                     |
| Henri A. H. Hugonnard-Roche     | France            | 11/09/1988                           | 10/09/1993                     |
| Michael Hunter                  | Royaume-Uni       | 28/12/2005                           |                                |
| Isaia Iannaccone                | Belgique          | 28/12/2005                           | 04/12/2010                     |
| Ekmeleddin Ihsanoglu            | Turquie           | 02/02/1995                           | 05/05/1999                     |
| Giorgio Israel                  | Italie            | 10/09/1993                           | 28/05/1997                     |
| Myles W. Jackson                | États Unis        | 07/12/2012                           |                                |
| Danielle Jacquart               | France            | 30/11/1986                           | 10/09/1993                     |
| Frank A. J. L. James            | Royaume-Uni       | 04/12/2010                           |                                |
| Catherine Jami                  | France            | 28/12/2005                           | 07/12/2012                     |
| Nicholas Jardine                | Royaume-Uni       | 30/01/1991                           |                                |
| Alexander Jones                 | Canada            | 10/09/1993                           | 04/12/2010                     |
| Alberto Jori                    | Italie            | 28/12/2005                           |                                |
| Jacques Jouanna                 | France            | 28/12/2005                           |                                |
| Vincent Jullien                 | France            | 28/12/2005                           | 04/12/2010                     |
| David Juste                     | Belgique          | 04/12/2010                           |                                |
| Mustapha Kaçar                  | Turquie           | 01/12/2007                           | 07/12/2012                     |
| Masanori Kaji                   | Japon             | 04/12/2010                           |                                |
| Wolfgang Kaunzner               | Allemagne         | 10/09/1993                           |                                |
| Edward Stewart Kennedy          | États Unis        | 26/06/1965                           | 01/11/1971                     |
| Daniel J. Kevles                | États Unis        | 28/12/2005                           | 04/12/2010                     |
| David Anthony King              | Royaume-Uni       | 30/11/1986                           | 30/01/1991                     |
| Andreas Kleinert                | Allemagne         | 10/09/1993                           | 28/05/2002                     |
| David Knight                    | Royaume-Uni       | 28/12/2005                           |                                |
| Eberhard Heinrich Knobloch      | Allemagne         | 09/11/1984                           | 11/09/1988                     |
| Ole Knudsen                     | Danemark          | 15/04/1983                           | 28/12/2005                     |
| Eduard Kolchinskiy              | Russie            | 07/12/2012                           |                                |
| Anne Kox                        | Pays-Bas          | 07/12/2012                           |                                |
| Fritz A. Krafft                 | Allemagne         | 01/11/1971                           | 20/03/1981                     |
| Helge Kragh                     | Danemark          | 02/02/1995                           | 28/12/2005                     |
| Richard Kremer                  | États Unis        | 04/12/2010                           |                                |
| Gerhard Krige                   | États Unis        | 28/12/2005                           | 07/12/2012                     |
| Viktor Kritzmann                | Allemagne         | 10/09/1993                           |                                |
| Henk Kubbinga                   | Pays-Bas          | 07/12/2012                           |                                |
| Andreas Kühne                   | Allemagne         | 01/12/2007                           |                                |
| Deepak Kumar                    | Inde              | 28/12/2005                           | 04/12/2010                     |
| Paul Kunitzsch                  | Allemagne         | 24/12/1967                           | 30/11/1986                     |
| Yves Laissus                    | France            | 10/09/1993                           |                                |
| Lay-Yong Lam                    | Singapour         | 30/11/1986                           | 02/02/1995                     |
| Pierre Lamard                   | France            | 04/12/2010                           |                                |
| Edward Larson                   | États Unis        | 04/12/2010                           |                                |
| Anto Leikola                    | Finlandia         | 15/04/1983                           | 01/12/2007                     |
| Henrique Leitão                 | Portugal          | 01/12/2007                           | 07/12/2012                     |
| Stuart W. Leslie                | États Unis        | 04/12/2010                           |                                |
| Michel Letté                    | France            | 04/12/2010                           |                                |
| Trevor H. Levere                | Canada            | 21/06/1978                           | 28/05/1997                     |
| Bernard Lightman                | Canada            | 04/12/2010                           |                                |
| Camille Limoges                 | Canada            | 20/03/1981                           |                                |
| David Charles Lindberg          | États Unis        | 30/11/1986                           | 30/01/1991                     |
| Uta Lindgren                    | Allemagne         | 10/09/1993                           | 28/12/2005                     |
| Dun Liu                         | Chine             | 10/09/1993                           | 28/05/2002                     |
| David Livingstone               | Royaume-Uni       | 04/12/2010                           |                                |
| G. E. R. Lloyd                  | Royaume-Uni       | 28/07/1997                           | 28/12/2005                     |
| Richard Paul Lorch              | Allemagne         | 11/09/1988                           | 28/12/2005                     |
| Pablo Lorenzano                 | Argentina         | 07/12/2012                           |                                |
| Cornelia Lüdecke                | Allemagne         | 07/12/2012                           |                                |
| Christoph H. Lüthy              | Pays-Bas          | 28/12/2005                           |                                |
| Jesper Lützen                   | Danemark          | 11/09/1988                           | 10/09/1993                     |
| Carlo Maccagni                  | Italie            | 01/11/1971                           | 04/05/1976                     |
| Roy Malcolm Macleod             | Australia         | 28/12/2005                           |                                |
| Yasukatsu Maeyama               | Japon             | 20/03/1981                           |                                |
| Cesare S. Maffioli              | Italie            | 04/12/2010                           |                                |
| Isabel Malaquias                | Portugal          | 07/12/2012                           |                                |
| Antoni Malet                    | Espagne           | 28/12/2005                           |                                |
| Ma Rosa Massa Esteve            | Espagne           | 07/12/2012                           |                                |
| Galina Pavlovna Matvievskaya    | Russie            | 30/01/1991                           | 02/02/1995                     |
| Innocenzo Mazzini               | Italie            | 01/12/2007                           |                                |
| Renato Giuseppe Mazzolini       | Italie            | 11/09/1988                           |                                |
| James E. McClellan              | États Unis        | 28/05/2002                           | 01/12/2007                     |
| Russell McCormmach              | États Unis        | 28/12/2005                           |                                |
| Michael McVaugh                 | États Unis        | 28/05/1997                           | 28/05/2002                     |
| Christoph Meinel                | Allemagne         | 10/09/1993                           | 28/12/2005                     |
| Everett Mendelsohn              | États Unis        | 15/10/1966                           | 01/11/1971                     |
| Raymond Paul Mercier            | Royaume-Uni       | 30/11/1986                           | 01/12/2007                     |
| Gleb Mikhaïlov                  | Russie            | 09/11/1984                           | 28/12/2005                     |
| Ana Millan Gasca                | Espagne           | 07/12/2012                           |                                |
| David Philip Miller             | Australia         | 07/12/2012                           |                                |
| Arthur I. Miller                | Royaume-Uni       | 10/09/1993                           |                                |
| Jürgen Mittelstrass             | Allemagne         | 10/09/1993                           |                                |
| Saburo Miyasita                 | Japon             | 01/11/1971                           |                                |
| Kristian Peder Moesgaard        | Danemark          | 15/04/1983                           |                                |
| Michel Morange                  | France            | 28/12/2005                           |                                |
| Régis Morelon                   | France            | 10/09/1993                           |                                |
| Bernardo Mota                   | Portugal          | 04/12/2010                           |                                |
| Laurence Moulinier-Brogi        | France            | 01/12/2007                           |                                |
| Fritz Nagel                     | Suisse            | 28/05/2002                           |                                |
| Shigeru Nakayama                | Japon             | 26/06/1963                           | 30/11/1986                     |
| Pier Daniele Napolitani         | Italie            | 28/12/2005                           |                                |
| Víctor Navarro-Brotons          | Espagne           | 01/12/2007                           | 07/12/2012                     |
| Erwin Neuenschwander            | Suisse            | 11/09/1988                           | 10/09/1993                     |
| William R. Newman               | États Unis        | 28/12/2005                           |                                |
| Efthymios Nicolaidis            | Grèce             | 28/05/2002                           | 01/12/2007                     |
| Heribert Nobis                  | Allemagne         | 10/09/1993                           |                                |
| Sergio Roberto Nobre            | Brasil            | 28/12/2005                           | 07/12/2012                     |
| Lubos Novy                      | République Chéque | 26/06/1965                           | 01/11/1971                     |
| Ronald L. Numbers               | États Unis        | 10/09/1993                           | 01/12/2007                     |
| Vivian Nutton                   | Royaume-Uni       | 10/09/1993                           |                                |
| Mary Jo Nye                     | États Unis        | 28/12/2005                           |                                |
| Robert Olby                     | États Unis        | 10/09/1993                           | 28/12/2005                     |
| David Oldroyd                   | Australia         | 28/05/2002                           | 01/12/2007                     |
| Carmélia Opsomer                | Belgique          | 10/09/1993                           | 28/05/1997                     |
| Naomi Oreskes                   | États Unis        | 04/12/2010                           |                                |
| Michael Osborne                 | États Unis        | 07/12/2012                           |                                |
| Gianni Paganini                 | Italie            | 01/12/2007                           |                                |
| Jixing Pan                      | Chine             | 15/04/1983                           |                                |
| Giuliano Pancaldi               | Italie            | 10/09/1993                           | 01/12/2007                     |
| Isabelle Pantin                 | France            | 01/12/2007                           |                                |
| Karen H. Parshall               | États Unis        | 28/05/2002                           |                                |
| Michel Paty                     | France            | 28/12/2005                           |                                |
| Véra Todorova Pavlova           | Bulgarie          | 30/11/1986                           |                                |
| Fritz S. Pedersen               | Danemark          | 05/05/1999                           | 01/12/2007                     |
| Jeanne Peiffer                  | Luxembourg        | 10/09/1993                           | 05/05/1999                     |
| Luigi Pepe                      | Italie            | 04/12/2010                           |                                |
| Jon Vivian Pepper               | Royaume-Uni       | 01/11/1971                           |                                |
| Alfredo Perifano                | France            | 01/12/2007                           |                                |
| Dominique Pestre                | France            | 28/12/2005                           |                                |
| Annie Petit                     | France            | 04/12/2010                           |                                |
| Svetlana Petrova                | Russie            | 28/05/2002                           | 07/12/2012                     |
| Aleksandar Petrovic             | Serbie            | 07/12/2012                           |                                |
| Christine Phili                 | Grèce             | 10/09/1993                           | 04/12/2010                     |
| Stefano Poggi                   | Italie            | 04/12/2010                           |                                |
| Theodore M. Porter              | États Unis        | 28/12/2005                           | 04/12/2010                     |
| Alberto Postigliola             | Italie            | 28/12/2005                           | 04/12/2010                     |
| Alexeï Postnikov                | Russie            | 28/05/2002                           | 04/12/2010                     |
| Lawrence M. Principe            | États Unis        | 04/12/2010                           |                                |
| Roser Puig                      | Espagne           | 28/05/1997                           | 28/05/2002                     |
| Walter Burkert                  | Allemagne         | 28/05/2002                           |                                |
| Lewis Pyenson                   | États Unis        | 28/12/2005                           |                                |
| Anjing Qu                       | Chine             | 04/12/2010                           |                                |
| Patricia Radelet-De Grave       | Belgique          | 10/09/1993                           | 28/12/2005                     |
| Roshdi Rashed                   | France            | 21/06/1978                           | 15/04/1983                     |
| Jerome Raymond Ravetz           | Royaume-Uni       | 15/10/1966                           | 01/11/1971                     |
| Karin Anna Reich                | Allemagne         | 15/04/1983                           | 07/12/2012                     |
| Horst Remane                    | Allemagne         | 07/12/2012                           |                                |
| Josef Smolka                    | République Chéque | 24/12/1967                           | 01/11/1971                     |
| Jon Roberts                     | États Unis        | 04/12/2010                           |                                |
| Nicolas Robin                   | Suède             | 07/12/2012                           |                                |
| Nadia Robotti                   | Italie            | 01/12/2007                           |                                |
| Antoni Roca-Rosell              | Espagne           | 04/12/2010                           |                                |
| Francesca Rochberg              | États Unis        | 04/12/2010                           |                                |
| Alan Rocke                      | États Unis        | 01/12/2007                           |                                |
| Shirley A. Roe                  | États Unis        | 10/09/1993                           |                                |
| Clara Silvia Roero              | Italie            | 04/12/2010                           |                                |
| Sabine Rommevaux                | France            | 04/12/2010                           |                                |
| Amneris Roselli                 | Italie            | 07/12/2012                           |                                |
| Charles E. Rosenberg            | États Unis        | 04/12/2010                           |                                |
| Grazyna Rosinska                | Pologne           | 09/11/1984                           |                                |
| Arcangelo Rossi                 | Italie            | 28/12/2005                           |                                |
| Elena Roussanova                | Allemagne         | 07/12/2012                           |                                |
| Mariam Michailovna Rozhanskaya  | Russie            | 30/01/1991                           | 28/05/1997                     |
| Martin John Spencer Rudwick     | Royaume-Uni       | 15/04/1983                           | 28/12/2005                     |
| Nicolaas Rupke                  | Allemagne         | 10/09/1993                           |                                |
| Juan José Saldaña González      | Mexique           | 05/05/1999                           |                                |
| George Saliba                   | États Unis        | 11/09/1988                           | 28/12/2005                     |
| Claire Salomon-Bayet            | France            | 10/09/1993                           | 28/05/1997                     |
| Julio Samsó                     | Espagne           | 21/06/1978                           | 30/11/1986                     |
| José Manuel Sánchez Ron         | Espagne           | 28/12/2005                           |                                |
| Luis Saraiva                    | Portugal          | 04/12/2010                           |                                |
| Sreeramula Rajeswara Sarma      | Inde              | 28/12/2005                           |                                |
| Denis Savoie                    | France            | 01/12/2007                           |                                |
| Simon Schaffer                  | Royaume-Uni       | 28/12/2005                           |                                |
| Karl-Heinz Schlote              | Allemagne         | 28/12/2005                           |                                |
| Stéphane Schmitt                | France            | 01/12/2007                           |                                |
| Ivo Hans Schneider              | Allemagne         | 09/11/1984                           | 02/02/1995                     |
| Erhard Scholz                   | Allemagne         | 28/12/2005                           |                                |
| Hans Werner Schütt              | Allemagne         | 09/11/1984                           |                                |
| Christoph J. Scriba             | Allemagne         | 24/12/1967                           | 01/11/1971                     |
| Michel François Serres          | France            | 01/11/1971                           |                                |
| Michael H. Shank                | États Unis        | 04/12/2010                           |                                |
| Alan E. Shapiro                 | États Unis        | 09/11/1984                           | 05/05/1999                     |
| William Shea                    | Italie            | 21/06/1978                           | 11/09/1988                     |
| Kripa Shankar Shukla            | Inde              | 11/09/1988                           | 05/05/1999                     |
| Harald Siebert                  | Allemagne         | 04/12/2010                           |                                |
| Reinhard Siegmund-Schultze      | Allemagne         | 10/09/1993                           | 05/05/1999                     |
| Raffaella Simili                | Italie            | 28/12/2005                           | 07/12/2012                     |
| Ana Simões                      | Portugal          | 07/12/2012                           |                                |
| Nancy Gillian Siraisi           | États Unis        | 11/09/1988                           | 28/12/2005                     |
| Nathan Sivin                    | États Unis        | 01/11/1971                           | 30/01/1991                     |
| Konstantinos Skordoulis         | Grèce             | 01/12/2007                           |                                |
| Pieter Smit                     | Pays-Bas          | 01/11/1971                           |                                |
| Crosbie Smith                   | Royaume-Uni       | 28/12/2005                           |                                |
| Mark A. Smith                   | États Unis        | 01/12/2007                           | 07/12/2012                     |
| Maryvonne Spiesser              | France            | 28/12/2005                           |                                |
| Wesley Stevens                  | Canada            | 28/05/1997                           | 01/12/2007                     |
| Sona Strbanova                  | République Chéque | 10/09/1993                           | 01/12/2007                     |
| Bidare Venk Subbarayappa        | Inde              | 20/03/1981                           | 30/11/1986                     |
| Xiaochun Sun                    | Chine             | 07/12/2012                           |                                |
| Noel M. Swerdlow                | États Unis        | 30/01/1991                           | 28/12/2005                     |
| Liba Taub                       | Royaume-Uni       | 07/12/2012                           |                                |
| Walter Tega                     | Italie            | 04/12/2010                           |                                |
| Arnold Thackray                 | Royaume-Uni       | 15/04/1983                           |                                |
| Rüdiger Thiele                  | Allemagne         | 01/12/2007                           | 07/12/2012                     |
| Johannes Thijssen               | Pays-Bas          | 01/12/2007                           |                                |
| Anne Tihon                      | Belgique          | 30/11/1986                           | 28/05/2002                     |
| Renate A. Tobies                | Allemagne         | 01/12/2007                           |                                |
| Philippe Tomsin                 | Belgique          | 04/12/2010                           |                                |
| Gerald James Toomer             | États Unis        | 09/11/1984                           |                                |
| Maurizio Torrini                | Italie            | 01/12/2007                           |                                |
| Laura Toti Rigatelli            | Italie            | 10/09/1993                           |                                |
| Fran‡ois Vallat                 | France            | 04/12/2010                           |                                |
| Éva Vámos                       | Hongrie           | 28/12/2005                           | 04/12/2010                     |
| Benno Van Dalen                 | Allemagne         | 01/12/2007                           |                                |
| Baudouin Van Den Abeele         | Belgique          | 28/05/2002                           |                                |
| Albert Van Helden               | États Unis        | 15/04/1983                           | 28/12/2005                     |
| Jan Vandermissen                | Belgique          | 07/12/2012                           |                                |
| Geert Vanpaemel                 | Belgique          | 10/09/1993                           |                                |
| Evgenii Pavlovich Velikhov      | Russie            |                                      |                                |
| Bernard Vitrac                  | France            | 28/05/1997                           | 28/12/2005                     |
| George N. Vlahakis              | Grèce             | 07/12/2012                           |                                |
| Annette Vogt                    | Allemagne         | 07/12/2012                           |                                |
| Alexander Ilich Volodarsky      | Russie            | 10/09/1993                           |                                |
| Jacqeline Vons                  | France            | 07/12/2012                           |                                |
| Nicolas Weill-Parot             | France            | 01/12/2007                           |                                |
| Robert S. Westman               | États Unis        | 09/11/1984                           |                                |
| Magda Whitrow                   | Royaume-Uni       |                                      |                                |
| Leslie Pearce Williams          | États Unis        | 26/06/1963                           | 01/11/1971                     |
| Leonard Wilson                  | Canada            | 04/05/1976                           |                                |
| M. Norton Wise                  | États Unis        | 10/09/1993                           | 04/12/2010                     |
| Michael Trevillian Wright       | Royaume-Uni       | 07/12/2012                           |                                |
| Michio Yano                     | Japon             | 11/09/1988                           | 28/05/1997                     |
| Bruno Zanobio                   | Italie            | 01/11/1971                           |                                |
| Evgenii A. Zaytsev              | Russie            | 07/12/2012                           |                                |
| Baichun Zhang                   | Chine             | 07/12/2012                           |                                |
| Peiyuan Zhou                    | Chine             |                                      |                                |
| Tuncay Zorlu                    | Turquie           | 07/12/2012                           |                                |

## Membres décédés
| Nom                                     | Admission comme membre correspondant | Élection comme membre effectif |
| --------------------------------------- | ------------------------------------ | ------------------------------ |
| Asger Hartvig Aaboe                     |                                      |                                |
| Erwin Henri Ackerknecht                 | 10/03/1951                           | 15/02/1960                     |
| Howard Bernhardt Adelmann               |                                      |                                |
| Amedeo Agostini                         | 10/03/1937                           |                                |
| Eric John Aiton                         | 30/11/1986                           |                                |
| Luis Mendonça de Albuquerque            | 26/06/1963                           |                                |
| Roberto Almagia                         | 21/05/1929                           | 15/02/1930                     |
| Marie-Thérèse d'Alverny                 | 15/02/1960                           | 26/06/1965                     |
| Zofia Ameisenowa                        | 24/12/1967                           |                                |
| Stefan Amsterdamski                     | 09/11/1984                           |                                |
| Jean Thore Hojer Jensen Ankers          | 15/06/1949                           |                                |
| Raymond Clare Archibald                 | 20/03/1929                           | 15/02/1931                     |
| Angus Armitage                          | 20/02/1961                           |                                |
| Walther Artelt                          | 09/11/1957                           | 15/02/1960                     |
| Ivan Artobolevs                         |                                      |                                |
| Miguel Asín Palacios                    | 21/05/1929                           | 15/02/1931                     |
| José Asin                               | 01/04/1948                           | 21/08/1958                     |
| Gaston Bachelard                        | 03/06/1947                           | 01/04/1948                     |
| Suzanne Bachelard                       |                                      |                                |
| Stefan Balan                            |                                      |                                |
| Agustín Jesús Barreiro                  | 15/02/1931                           |                                |
| Henryk Barycz                           |                                      |                                |
| Isabella Bachmakova                     |                                      |                                |
| Guy Bashmakova                          |                                      |                                |
| Armand-Julien Beaulieu                  |                                      |                                |
| Arthur Beer                             | 24/12/1967                           |                                |
| Enrico Bellone                          | 20/03/1981                           |                                |
| Luigi Belloni                           | 15/02/1960                           | 20/02/1961                     |
| Hélène Bellosta-Baylet                  | 28/12/2005                           |                                |
| Yahia Boubaker Ben                      |                                      |                                |
| Henri Berr                              |                                      |                                |
| Paolo Estevao Carneiro de Berredo       | 26/06/1965                           |                                |
| Heimann Bertha Bessmertny               | 10/02/1936                           |                                |
| Joseph Bidez                            | 15/02/1930                           | 04/03/1935                     |
| Kurt-Reinhard Biermann                  |                                      |                                |
| Roger Billard                           |                                      |                                |
| Arthur Birembaut                        | 15/10/1966                           |                                |
| Aleksander Birkenmajer                  | 20/03/1929                           | 03/06/1947                     |
| Marian Biskup                           | 21/06/1978                           |                                |
| Maks Abramovich Blokh                   | 06/02/1933                           |                                |
| Leonid Yakovlevich Blyakher             | 26/06/1963                           | 15/10/1966                     |
| Paul Bockstaele                         | 01/11/1971                           | 11/09/1988                     |
| Frederick Simon Bodenheimer             | 04/03/1935                           | 01/04/1948                     |
| Uno Boklund                             | 26/06/1963                           |                                |
| Valeriu Lucian Bologa                   | 06/02/1933                           | 06/03/1938                     |
| Ettore Bortolotti                       | 15/02/1931                           | 10/02/1936                     |
| Carl B. Boyer                           | 09/11/1957                           | 20/02/1961                     |
| Alain Brieux                            | 20/03/1981                           |                                |
| Louis, Duc de Broglie                   |                                      |                                |
| Evert M. Bruins                         | 26/06/1965                           | 01/11/1971                     |
| Pierre Brunet                           | 15/02/1931                           | 02/03/1934                     |
| Léon Brunschvicg                        | 20/03/1929                           | 10/02/1936                     |
| Heinrich Buess-Kuny                     | 26/06/1965                           | 01/11/1971                     |
| Jerzy Bukowski                          |                                      |                                |
| Michael Walter Burke-Gaffney            | 15/06/1949                           |                                |
| Hubertus BÉtats Unisrd                  |                                      |                                |
| Georgii Vladimirovich Bykov             | 20/02/1961                           |                                |
| Konstantin Mikhailovich Bykov           | 03/03/1939                           |                                |
| Florian Cajori                          |                                      | 06/11/1928                     |
| Georges Canguilhem                      |                                      |                                |
| Antonio Cardoner-Planas                 | 20/02/1961                           |                                |
| Donald Stephen Lowell Cardwell          |                                      |                                |
| Bernard Carra de Vaux-Saint-Cyr         | 20/03/1929                           |                                |
| Joaquín Carreras Artau                  | 20/02/1961                           |                                |
| Joaquim de Carvalho                     | 02/03/1934                           | 10/07/1957                     |
| Ugo Cassina                             | 20/02/1961                           | 26/06/1963                     |
| Arturo Castiglioni                      | 04/03/1935                           | 01/04/1948                     |
| Maurice Caullery                        | 20/03/1929                           | 15/03/1950                     |
| Vera Luis Cervera                       |                                      |                                |
| Pao-Tsung Ch'Ien                        | 15/10/1966                           |                                |
| Carlos Chagas Filho                     |                                      |                                |
| K'O Chen Chu                            | 21/08/1958                           | 20/02/1961                     |
| Marshall Clagett                        |                                      |                                |
| I. Bernard Cohen                        |                                      |                                |
| Francis Joseph Cole                     | 21/08/1958                           |                                |
| Mercè Comes                             | 05/05/1999                           | 28/12/2005                     |
| Andrea Corsini                          | 15/02/1930                           | 15/06/1949                     |
| Armando Cortesão                        |                                      | 03/06/1947                     |
| A. Machado E Costa                      | 05/03/1952                           |                                |
| Pierre Costabel                         | 20/02/1961                           | 26/06/1963                     |
| Ernest Coumet                           |                                      |                                |
| Alistair Cameron Crombie                |                                      |                                |
| Raul Leitao Da Cunha                    | 03/03/1939                           |                                |
| Pawel Czartoryski                       |                                      |                                |
| Ernest Darmstaedter                     | 20/09/1929                           |                                |
| Birhy BibhutibhÉtats Unisn Datta        | 15/02/1931                           |                                |
| Maurice Daumas                          | 09/11/1957                           | 21/08/1958                     |
| Allen George Debus                      | 01/11/1971                           | 30/01/1991                     |
| Paul Delaunay                           | 21/05/1929                           | 05/07/1955                     |
| Suzanne Madeleine Delorme               |                                      |                                |
| Marcel Destombes                        | 26/06/1965                           |                                |
| Mario Ulysses Vianna Dias               |                                      |                                |
| Henri W. Dickinson                      | 15/02/1930                           |                                |
| Samuel Dickstein                        | 15/02/1930                           | 02/03/1934                     |
| Paul Diepgen                            | 20/03/1929                           | 15/02/1930                     |
| Jean Alexandre Dieudonné                |                                      |                                |
| Eduard Jan Dijksterhuis                 | 03/06/1947                           | 05/03/1952                     |
| Herbert Dingle                          | 03/06/1947                           | 16/07/1956                     |
| Hugo Dingler                            | 20/03/1929                           | 06/02/1933                     |
| Gennadii Mikhailovich Dobrov            | 26/06/1965                           |                                |
| Jerzy Dobrzycki                         |                                      |                                |
| Israel Edwin Drabkin                    | 26/06/1963                           |                                |
| Aage Gerhardt Drachmann                 | 20/02/1961                           |                                |
| Stillman Drake                          |                                      |                                |
| Hans Driesch                            | 20/03/1929                           |                                |
| Pierre Dugac                            |                                      |                                |
| René Dugas                              | 09/11/1957                           |                                |
| Yehuda Elkana                           | 09/11/1984                           |                                |
| Pio Emanuelli                           | 06/03/1938                           |                                |
| Federigo Enriques                       | 06/02/1933                           | 03/03/1934                     |
| Luiz Affonso de Faria                   | 03/03/1939                           |                                |
| Benjamin Farrington                     | 03/06/1947                           |                                |
| Ivan Andreevich Fedoseev                |                                      |                                |
| Franz Maria Feldhaus                    |                                      | 26/12/1928                     |
| Emil Alfred Fellmann                    | 01/11/1971                           | 15/04/1983                     |
| Karin Figala                            | 21/06/1978                           |                                |
| Nicolai Aleksandrovich Figurovskii      | 21/08/1958                           | 15/02/1960                     |
| Jean Filliozat                          | 15/02/1960                           |                                |
| Joachim Otto Fleckenstein               | 15/02/1960                           | 24/12/1967                     |
| Marcel Florkin                          | 15/07/1955                           | 20/02/1961                     |
| Eric Gray Forbes                        | 18/02/1974                           | 20/03/1981                     |
| Robert James Forbes                     | 03/05/1948                           | 15/03/1950                     |
| John Knight Fotheringham                | 15/02/1931                           |                                |
| Zdenek Frankenberger                    | 20/02/1961                           |                                |
| Kenneth James Franklin                  | 21/08/1958                           | 15/02/1960                     |
| Hans Freudenthal                        |                                      |                                |
| Ivan Timofeevich Frolov                 |                                      |                                |
| Rudolf Fueter                           | 03/06/1947                           |                                |
| John Farquhar Fulton                    | 10/03/1937                           | 15/06/1949                     |
| Salomon Gandz                           | 15/03/1950                           |                                |
| Eduardo García de Zúñiga                | 03/03/1939                           |                                |
| José Antonio García-Diego               |                                      |                                |
| Fielding Hudson Garrison                | 20/03/1929                           |                                |
| Aleksandr Osipovich Gel'Fond            | 24/12/1967                           |                                |
| Helmuth Gericke                         |                                      |                                |
| Walther Gerlach                         |                                      |                                |
| Ludovico Geymonat                       | 26/06/1963                           | 18/02/1974                     |
| Frederick William Gibbs                 | 15/02/1960                           |                                |
| Bertrand Gille                          | 26/06/1963                           | 01/11/1971                     |
| Jekuthiel Ginsburg                      | 10/03/1937                           |                                |
| Mario Gliozzi                           | 10/02/1936                           | 01/04/1948                     |
| Edgar Goldschmid                        | 15/07/1955                           |                                |
| Victor Gomoiu                           | 10/03/1937                           | 03/06/1947                     |
| Ignacio González Tascón                 | 10/09/1993                           |                                |
| Frank Greenaway                         | 26/06/1963                           |                                |
| John Colton Greene                      | 01/11/1971                           |                                |
| Joshua Craven Gregory                   | 10/03/1937                           |                                |
| Achot Grigorian                         |                                      |                                |
| Mirko Dražen Grmek                      |                                      |                                |
| Felice Grondona                         | 01/12/1969                           |                                |
| Henry Guerlac                           | 10/03/1951                           | 09/11/1957                     |
| Jules Guiart                            | 03/06/1935                           |                                |
| Léon Guinet                             | 04/03/1935                           |                                |
| Robert Theodore Gunther                 | 20/03/1929                           |                                |
| Émile Guyénot                           | 03/06/1947                           |                                |
| Tibor Györy                             | 21/05/1929                           |                                |
| Robert Haardt                           | 16/07/1956                           |                                |
| Arthur Haas                             | 20/03/1929                           |                                |
| Walter Habicht                          |                                      |                                |
| Assen Ivanov Hadjioloff                 |                                      |                                |
| Roger Hahn                              | 01/12/1969                           | 15/04/1983                     |
| Istvan Hajnal                           | 15/06/1949                           |                                |
| Marie Boas Hall                         | 15/02/1960                           | 15/10/1966                     |
| Alfred Rupert Hall                      | 09/11/1957                           | 26/06/1963                     |
| Fernand Hallyn                          | 28/12/2005                           |                                |
| Günther Hamann                          |                                      |                                |
| Jensen Ingeborg Hammer                  | 21/05/1929                           |                                |
| Willy Hartner                           | 05/03/1952                           | 09/11/1957                     |
| Charles Homer Haskins                   |                                      | 02/12/1928                     |
| Ahmad Yousif al- Hassan                 | 21/06/1978                           |                                |
| Thomas Little Heath                     |                                      | 02/12/1928                     |
| Edith Heischkel-Artelt                  | 24/12/1967                           |                                |
| Siegfried Heller                        |                                      |                                |
| Clarisse Doris Hellman                  | 26/06/1963                           | 01/12/1969                     |
| Gustav Hellmann                         | 15/02/1931                           |                                |
| John W. Herivel                         | 15/10/1966                           | 04/05/1976                     |
| Erwin Nick Hiebert                      | 01/11/1971                           | 09/11/1984                     |
| Brooke Hindle                           |                                      |                                |
| Erich Hintzsche                         | 20/02/1961                           |                                |
| Joseph Ehrenfried Hofmann               | 15/02/1960                           | 26/06/1963                     |
| Nils Von Hofsten                        | 03/03/1939                           |                                |
| Eric John Holmyard                      | 20/03/1929                           |                                |
| Reijer Hooykaas                         |                                      |                                |
| Mariano Hormigón Blánquez               |                                      |                                |
| Zdenek Horsky                           | 01/11/1971                           |                                |
| Boleslaw Hryniewiecki                   | 15/06/1949                           |                                |
| Tse-Tsung Hsi (Xi Zezong)               |                                      |                                |
| Dao-Jing Hu (Hu Tao-Ching)              |                                      |                                |
| Pierre Huard                            | 21/08/1958                           | 15/02/1960                     |
| Wlodzimierz Hubicki                     | 01/11/1971                           |                                |
| Olof Thorgny Hult                       | 06/03/1938                           |                                |
| Pierre Humbert                          | 03/06/1947                           |                                |
| Christian Wilhelm Hünemörder            | 10/09/1993                           |                                |
| Friedrich Wilhelm Hobias Hunger         | 06/03/1938                           |                                |
| Aleksandr Yul'Evich Ishlinskii          |                                      |                                |
| Bey Ahmed Issa                          | 10/02/1936                           |                                |
| Jean Louis Gérard Itard                 | 10/03/1951                           | 24/12/1967                     |
| José Joaquín Izquierdo                  | 03/03/1939                           | 09/11/1957                     |
| François Jacob                          |                                      |                                |
| Max Jammer                              | 26/06/1963                           |                                |
| Frans Jonckheere                        | 05/03/1952                           |                                |
| Ricardo de Almeda Jorge                 | 02/03/1934                           |                                |
| Ivan Ivanovich Kanaev                   | 01/11/1971                           |                                |
| Hans Kangro                             | 01/11/1971                           |                                |
| Petr Leonidovich Kapitsa                |                                      |                                |
| Louis Charles Karpinski                 |                                      | 02/12/1928                     |
| Alfred Kastler                          |                                      |                                |
| Bonifatii Mikhailovich Kedrov           | 26/06/1963                           | 15/10/1966                     |
| Edward Stewart Kennedy                  |                                      |                                |
| Frederick Kenyon                        |                                      |                                |
| Pearl Kibre                             | 15/02/1960                           |                                |
| Vladimir Kirsanov                       |                                      |                                |
| Arnold Carl Klebs                       | 15/02/1931                           |                                |
| Martin Jesse Klein                      | 01/11/1971                           | 30/11/1986                     |
| Marc Klein                              | 20/02/1961                           | 26/06/1965                     |
| Friedrich Klemm                         | 20/02/1961                           | 01/11/1971                     |
| Raymond Klibansky                       |                                      |                                |
| Akira Kobori                            |                                      |                                |
| Richard Koch                            | 02/03/1934                           |                                |
| Andrei Nikolaevich Kolmogorov           |                                      |                                |
| Ivan Ivanovich Konfederatov             | 15/10/1966                           |                                |
| Khachatur Sedrakovich Koshtoyants       | 03/06/1947                           |                                |
| Arkadii Aleksandrovich Kosmodem'Yanskii | 01/11/1971                           |                                |
| Alexandre Koyré                         | 15/03/1950                           | 05/03/1952                     |
| Melvin Kranzberg                        |                                      |                                |
| Vladislav Kruta                         | 01/11/1971                           |                                |
| Friedolf Kudlien                        | 01/11/1971                           |                                |
| Pavel Stepanovich Kudryavtsev           | 01/07/1969                           |                                |
| Thomas Samuel Kuhn                      |                                      |                                |
| Boris Grigor'Evich Kuznetsov            | 15/02/1960                           | 20/02/1961                     |
| Vladimir Ivanovich Kuznetsov            |                                      |                                |
| Carl Otto Lagergrantz                   | 06/02/1933                           |                                |
| Trías Rolando Agustín Laguarda          |                                      |                                |
| Maxime Laignel-Lavastine                | 02/03/1934                           |                                |
| Pedro Laín Entralgo                     |                                      |                                |
| Goulven Laurent                         | 28/12/2005                           |                                |
| Chauncey Depew Leake                    | 05/03/1952                           | 20/02/1961                     |
| Albert Lejeune                          | 26/06/1965                           | 04/05/1976                     |
| Jean-François Leroy                     |                                      |                                |
| Erna Lesky                              | 24/12/1967                           | 04/05/1976                     |
| Martin Levey                            | 24/12/1967                           |                                |
| Giorgio Levi Della Vida                 | 16/07/1956                           | 09/11/1957                     |
| Rita Levi-Montalcini                    |                                      |                                |
| Di Li                                   | 28/05/2002                           |                                |
| Samuel Lilley                           | 05/03/1952                           |                                |
| Sten Hjalmar Lindroth                   | 08/03/1953                           | 21/08/1958                     |
| Jan Gerard de Lindt                     | 15/02/1931                           |                                |
| Edmund Oskar Von Lippmann               |                                      | 26/12/1928                     |
| Johannes August Lohne                   |                                      |                                |
| José María López Piñero                 |                                      |                                |
| Gino Loria                              |                                      | 06/11/1928                     |
| Francis Romeril Maddison                |                                      |                                |
| Michael Sean Mahoney                    | 05/05/1999                           |                                |
| Anneliese Maier                         | 09/11/1957                           | 21/08/1958                     |
| Alfonso Maierù                          | 01/12/2007                           |                                |
| Roberto Marcolongo                      | 15/02/1930                           |                                |
| Zeljko Markovic                         | 15/02/1960                           |                                |
| Carlos Martínez Durán                   | 03/05/1948                           |                                |
| Otakar Matousek                         |                                      |                                |
| Jaguaribe de Mattos                     | 06/03/1938                           | 03/03/1939                     |
| Kenneth O. May                          | 01/11/1971                           |                                |
| Josef Mayerhofer                        |                                      |                                |
| Aly Mazaheri                            | 10/03/1951                           |                                |
| Douglas McKie                           | 03/06/1947                           | 15/06/1949                     |
| Loren Carey Mckinney                    | 26/06/1963                           |                                |
| Ernan Vincent Mcmullin                  | 11/09/1988                           | 28/12/2005                     |
| J. Playfair McMurrich                   | 15/02/1931                           |                                |
| Eric Mendoza                            |                                      |                                |
| Hélène Metzger                          |                                      | 02/12/1928                     |
| Max Meyerhof                            | 20/03/1929                           | 15/02/1931                     |
| Emile Meyerson                          | 15/02/1930                           |                                |
| Henri Michel                            | 21/08/1958                           | 15/02/1960                     |
| Aldo Mieli                              |                                      | 17/08/1928                     |
| Yoshio Mikami                           | 21/05/1929                           |                                |
| Semen Romanovich Mikulinskii            | 26/06/1963                           | 01/11/1971                     |
| Jaroslav Milbauer                       | 05/03/1952                           |                                |
| José María Millás Vallicrosa            | 04/03/1935                           | 10/03/1937                     |
| Eugen Mittwoch                          | 10/02/1936                           |                                |
| Andrew George Molland                   |                                      |                                |
| Arlindo Camilo Monteiro                 | 04/03/1935                           | 03/03/1939                     |
| Paul Alain Léon Mouy                    | 10/03/1937                           |                                |
| Ian Mueller                             | 02/02/1995                           |                                |
| Robert P. Multhauf                      |                                      |                                |
| Suessman Muntner                        | 10/03/1951                           | 20/02/1961                     |
| Tamotsu Murata                          | 15/04/1983                           | 11/09/1988                     |
| John E. Murdoch                         | 24/12/1967                           | 18/02/1974                     |
| Yusuf Suleimanovich MÉtats Unisbekov    | 15/10/1966                           |                                |
| Carlo Alfonso Nallino                   | 21/05/1929                           |                                |
| Joseph Needham                          |                                      |                                |
| Bohumil Nemec                           | 04/03/1935                           | 01/04/1948                     |
| Max Neuburger                           |                                      | 06/11/1928                     |
| Otto Neugebauer                         | 15/02/1931                           | 15/06/1949                     |
| Muhammad Nizamuddin                     | 15/02/1960                           |                                |
| Nils Viktor Emanuel Nordenmark          | 03/05/1948                           |                                |
| Johan Nordström                         | 10/02/1936                           | 01/04/1948                     |
| John David North                        | 24/12/1967                           | 01/11/1971                     |
| Charles Donald O'Malley                 | 21/08/1958                           | 15/02/1960                     |
| Örjan Olsen                             | 03/03/1939                           |                                |
| Boleslaw Olszewicz                      | 24/12/1967                           |                                |
| Eugeniusz Olszewski                     |                                      |                                |
| Kazimierz Opalek                        | 01/11/1971                           |                                |
| Jane Marion Oppenheimer                 |                                      |                                |
| Juan José de Orus Navarro               | 01/11/1971                           |                                |
| Walter Pagel                            | 05/03/1952                           | 21/08/1958                     |
| Pierre Pansier                          | 02/03/1934                           |                                |
| Humberto Julio Paoli                    | 10/02/1936                           |                                |
| Christos Papanastassiou                 | 03/03/1939                           |                                |
| Desiderio Papp                          | 03/05/1948                           | 20/02/1961                     |
| Vakhtang Davydovich Parkadze            |                                      |                                |
| James Riddick Partington                | 09/11/1957                           | 09/11/1957                     |
| Jacques Payen                           |                                      |                                |
| Adalberto Pazzini                       | 15/03/1950                           |                                |
| Olaf Pedersen                           |                                      |                                |
| Eric Thomas Peet                        | 20/03/1929                           |                                |
| Jean Pelseneer                          | 02/03/1934                           | 01/04/1948                     |
| Joseph Peres                            | 03/06/1947                           | 01/04/1948                     |
| Winfried Petri                          |                                      |                                |
| Garegin Bakshievich Petrosyan           |                                      |                                |
| Svetlana Petrova                        |                                      |                                |
| Emile Picard                            |                                      |                                |
| Herbert Kurt Otto Pieper                | 28/12/2005                           |                                |
| Salomon Pines                           | 09/11/1957                           |                                |
| David Edwin Pingree                     |                                      |                                |
| Olivério Mário de Oliveira Pinto        | 26/06/1963                           |                                |
| Jean Piveteau                           | 20/02/1961                           |                                |
| Iosif Benediktovich Pogrebysskii        | 24/12/1967                           |                                |
| Giovanni Polvani                        | 20/02/1961                           | 01/12/1969                     |
| Emil Pop                                | 20/02/1961                           | 26/06/1963                     |
| Karl Raimund Popper                     |                                      |                                |
| Roy Sydney Porter                       |                                      |                                |
| Emmanuel Poulle                         | 01/12/1969                           | 20/03/1981                     |
| Frederick Noel Lawrence Poynter         | 15/02/1960                           | 20/02/1961                     |
| Adolf Prag                              |                                      |                                |
| Derek John de Solla Price               | 21/08/1958                           | 15/10/1966                     |
| Ilya Prigogine                          |                                      |                                |
| Boricus Antonius Van Proosdij           | 20/02/1961                           |                                |
| Emmanuel Radl                           |                                      | 26/12/1928                     |
| Mieczyslaw Radwan                       | 15/10/1966                           |                                |
| Abdur Rahman                            | 30/11/1986                           |                                |
| Ingiald Reichborn-Kjennerud             | 15/06/1949                           |                                |
| Nathan Reingold                         |                                      |                                |
| Henri-Paul-Joseph Renaud                | 06/02/1933                           | 04/03/1935                     |
| Abel Rey                                |                                      | 17/08/1928                     |
| Julio Rey Pastor                        | 02/03/1934                           | 06/03/1938                     |
| Arnold Reymond                          | 21/05/1929                           | 02/10/1947                     |
| Julián Ribera y Tarragó                 |                                      | 26/12/1928                     |
| Maria Luisa Righini Bonelli             | 21/08/1958                           | 26/06/1965                     |
| Lucien-Ernest-Bernard Rochot            | 01/11/1971                           |                                |
| Jacques Roger                           | 01/11/1971                           | 21/06/1978                     |
| Duane Henry Dubose Roller               |                                      |                                |
| Adolphe Rome                            | 02/03/1934                           | 09/11/1957                     |
| Vasco Ronchi                            | 15/07/1954                           | 10/07/1955                     |
| Maria Rooseboom                         | 09/11/1957                           |                                |
| Edward Rosen                            | 15/02/1960                           | 15/10/1966                     |
| Boris Abramovich Rosenfeld              | 01/11/1971                           | 21/06/1978                     |
| Leon Rosenfeld                          | 03/06/1947                           | 15/10/1966                     |
| Jean Rostand                            | 08/03/1953                           | 15/10/1966                     |
| Karl Eduard Rothschuh                   | 20/02/1961                           | 21/08/1968                     |
| Julius Ruska                            |                                      | 26/12/1928                     |
| François Russo                          |                                      |                                |
| Pawel Rybicki                           | 01/11/1971                           |                                |
| Eugeniusz Rybka                         | 01/11/1971                           |                                |
| Abdelhamid Ibrahim Sabra                | 04/05/1976                           | 09/11/1984                     |
| Samuel Sambursky                        | 26/06/1963                           |                                |
| José Augusto Sánchez-Pérez              | 15/02/1930                           |                                |
| Giorgio de Santillana                   | 21/08/1958                           | 15/02/1960                     |
| George Sarton                           |                                      | 17/08/1928                     |
| Aydin Sayili                            |                                      |                                |
| A. F. C. Van Schevensteen               | 10/02/1936                           |                                |
| Abraham Schierbeek                      | 05/03/1952                           |                                |
| Hans Schimank                           | 26/06/1965                           | 01/11/1971                     |
| Olaf Henrik Schmidt                     |                                      |                                |
| Charles Bernard Schmitt                 | 09/11/1984                           |                                |
| Robert Edwin Schofield                  | 26/06/1965                           |                                |
| William Henri Schopfer                  | 10/03/1951                           | 09/11/1957                     |
| Matthias Schramm                        |                                      |                                |
| Wilfried Schröder                       | 04/12/2010                           |                                |
| Pablo Schurmann                         |                                      |                                |
| Julius Schuster                         | 21/05/1929                           |                                |
| Joseph Frederick Scott                  | 09/11/1957                           |                                |
| Emilio Gino Segre                       |                                      |                                |
| Abraham Seidenberg                      | 01/11/1971                           |                                |
| Miguel Selga                            | 06/03/1938                           |                                |
| Gustav Senn                             | 04/03/1935                           | 10/03/1937                     |
| Pierre Sergescu                         | 02/03/1934                           | 04/03/1935                     |
| Otto Seydl                              | 03/06/1947                           |                                |
| Richard Harrison Shryock                | 15/03/1950                           | 16/07/1956                     |
| Iosif Zakharovich Shtokalo              | 26/06/1965                           |                                |
| Semen Viktorovich Shukhardin            | 26/06/1963                           | 24/12/1967                     |
| Carl Ludwig Siegel                      |                                      |                                |
| Henri-Ernest Sigerist                   |                                      | 17/08/1928                     |
| Gérard Simon                            | 10/09/1993                           | 05/05/1999                     |
| Charles Singer                          |                                      | 17/08/1928                     |
| Dorothea Waley Singer                   |                                      | 26/12/1928                     |
| Avaresh Narayan Singh                   | 10/03/1937                           |                                |
| Raleigh Ashlin Skelton                  | 20/02/1961                           |                                |
| Paulius Slavenas                        | 15/10/1966                           |                                |
| Cyril Stanley Smith                     | 20/02/1961                           | 26/06/1963                     |
| David Eugene Smith                      |                                      | 06/11/1928                     |
| Samuil L'Vovich Sobol                   | 15/02/1960                           |                                |
| Iouri Soloviev                          |                                      |                                |
| Franz-André Sondervorst                 | 16/07/1956                           |                                |
| Pierre Speziali                         |                                      |                                |
| Otto Spiess                             | 01/04/1948                           | 09/11/1957                     |
| Evangelos Stamatis                      | 15/10/1966                           |                                |
| Jerry Stannard                          | 01/11/1971                           |                                |
| Henry Ernest Stapleton                  | 21/05/1929                           | 15/07/1955                     |
| Robert Steele                           |                                      | 26/12/1928                     |
| Michael Stephanides                     | 15/02/1930                           |                                |
| Johannes Steudel                        | 15/02/1960                           |                                |
| Bernhard Sticker                        | 26/06/1963                           | 18/02/1974                     |
| Georg Sticker                           | 15/02/1930                           |                                |
| Ernest Stipanic                         |                                      |                                |
| Dirk Jan Struik                         |                                      |                                |
| Franz Strunz                            | 21/05/1929                           |                                |
| Vasilii Vasil'Evich Struve              | 04/03/1935                           |                                |
| Frantisek Karel Studnicka               | 10/03/1937                           |                                |
| Bogdan Suchodolski                      |                                      |                                |
| Karl Sudhoff                            |                                      | 17/08/1928                     |
| Paavo Suomalainen                       | 16/07/1956                           |                                |
| Ferenc Szabadváry                       |                                      |                                |
| Arpad Karoly Szabo                      |                                      |                                |
| Zoltan Szökefalvi-Nagy                  | 15/10/1966                           |                                |
| Wladyslaw Szumowski                     | 02/03/1934                           |                                |
| Minoru Tanaka                           | 04/05/1976                           |                                |
| Marie Tannery                           |                                      |                                |
| René Taton                              |                                      |                                |
| Frank Sherwood Taylor                   | 03/06/1947                           |                                |
| Seyyed Djalaleddin Teherany             | 03/05/1948                           |                                |
| Francisco Gomes Teixeira                | 06/02/1933                           |                                |
| Owsei Temkin                            |                                      |                                |
| Armin Teske                             | 15/10/1966                           |                                |
| Gino Testi                              | 10/03/1951                           |                                |
| Ernst A. Teves                          |                                      |                                |
| Lujo Thaller                            | 06/03/1938                           |                                |
| Jean Theodorides                        |                                      |                                |
| D'Arcy Wentworth Thompson               | 21/05/1929                           | 03/06/1947                     |
| Lynn Thorndike                          |                                      | 17/08/1928                     |
| François Thureau-Dangin                 | 10/02/1936                           |                                |
| Vladimir Vl. Tikhomirov                 |                                      |                                |
| Marie-Antoinette Tonnelat               | 26/06/1963                           | 18/02/1974                     |
| Imre Tóth                               | 01/11/1971                           |                                |
| Jean-Joseph Ghislain Tricot-Royer       | 10/02/1936                           |                                |
| Johannes Tropfke                        | 20/03/1929                           | 06/03/1938                     |
| Clifford Ambrose Iii Truesdell          |                                      |                                |
| Alexander Tschirsch                     | 21/05/1929                           |                                |
| Gérard L'E. Turner                      | 10/09/1993                           | 05/05/1999                     |
| Di Nemi Guido Ucelli                    | 09/11/1957                           | 21/08/1958                     |
| Edgar Ashworth Underwood                | 03/06/1947                           |                                |
| Ahmed Süheyl Unver                      | 06/03/1938                           |                                |
| George Urdang                           | 21/08/1958                           |                                |
| Georg Uschmann                          | 01/11/1971                           |                                |
| Giovanni Vacca                          | 10/02/1936                           |                                |
| Johanna Geertruida Van Cittert-Eymers   | 24/12/1967                           |                                |
| Bartel Leendert van der Waerden         |                                      |                                |
| Walter Emile Van Wijk                   | 03/06/1947                           |                                |
| Fernando de Almeida E. Vasconcellos     | 06/02/1933                           | 04/03/1935                     |
| Aleksandr Vasil'Evich Vasil'Ev          | 21/05/1929                           |                                |
| Frans Verdoorn                          | 03/06/1947                           | 20/02/1961                     |
| Paul Vereecke                           | 06/02/1933                           | 03/06/1947                     |
| Juan Vernet Gines                       | 09/11/1957                           | 15/02/1960                     |
| Quido Vetter                            | 21/05/1929                           | 06/02/1933                     |
| Kurt Vogel                              | 15/02/1931                           | 20/02/1961                     |
| Waldemar Voisé                          |                                      |                                |
| Johan Adriaan Vollgraff                 | 10/03/1937                           | 03/03/1938                     |
| Cornelis de Waard                       | 15/02/1931                           | 03/06/1947                     |
| Ling Wang                               |                                      |                                |
| Masao Watanabe                          | 18/02/1974                           | 30/01/1991                     |
| André Weil                              |                                      |                                |
| Henry William Welch                     | 21/05/1929                           | 15/02/1930                     |
| Max Wellmann                            | 21/05/1929                           | 15/02/1930                     |
| Richard Samuel Westfall                 |                                      |                                |
| Lynn White                              | 26/06/1963                           | 01/11/1971                     |
| Derek Thomas Whiteside                  |                                      |                                |
| Gerald James Whitrow                    |                                      |                                |
| Gweneth Whitteridge                     |                                      |                                |
| Ernest Wickersheimer                    | 20/03/1929                           | 15/02/1930                     |
| Heinrich Wieleitner                     | 20/03/1929                           | 21/05/1929                     |
| William Persehouse delisle Wightman     | 15/02/1960                           | 20/02/1961                     |
| James Sterling Wilkie                   | 01/11/1971                           |                                |
| Curtis A. Wilson                        | 01/11/1971                           | 30/11/1986                     |
| Eduard Winter                           | 26/06/1963                           | 21/08/1968                     |
| Koning Dirk Arnold Wittop               |                                      |                                |
| Kenneth C. Wong (Wang Chi-Min)          | 15/06/1949                           | 15/10/1966                     |
| Ming Wong                               | 26/06/1965                           |                                |
| Harry Woolf                             |                                      |                                |
| John Kirtland Wright                    | 21/05/1929                           |                                |
| Lien-Teh Wu                             | 04/03/1935                           |                                |
| Hans Wussing                            | 01/11/1971                           | 20/03/1981                     |
| Zezong Xi                               | 15/04/1983                           | 10/09/1993                     |
| Kiyosi Yabuuti                          |                                      |                                |
| Suketoshi Yajima                        |                                      |                                |
| Mitukuni Yoshida                        |                                      |                                |
| Adolf P. Youschkevitch                  |                                      |                                |
| Francesco Zagar                         |                                      |                                |
| Rudolph Zaunick                         | 15/02/1960                           | 13/12/1963                     |
| Lev Aleksandrovich Zenkevich            | 01/12/1969                           |                                |
| Ernst Zinner                            | 21/05/1929                           | 20/02/1961                     |
| Conway Zirkle                           | 03/05/1948                           |                                |
| Vasilii Pavlovich Zubov                 | 21/08/1958                           | 15/02/1960                     |